# Ernestinum Celle
Das Gymnasium Ernestinum Celle ist ein Gymnasium in Celle (Niedersachsen).
Es wurde im Jahr 1328 als Lateinschule gegründet. Ursprünglich Schola Cellensis, im 18.  Jahrhundert Lyceum genannt, wurde die Schule etwa 1830 als Gymnasium anerkannt. Seit Übernahme durch den preußischen Staat 1874 hieß sie Königliches Gymnasium, dann Staatliches Gymnasium.  Erst 1928, anlässlich der 600-Jahr-Feier, erhielt die Schule zu Ehren Herzogs Ernst des Bekenners ihren heutigen Namen.

## Geschichte
Das genaue Gründungsdatum des Gymnasiums Ernestinum ist nicht bekannt. Obwohl viel dafür spricht, dass eine Lateinschule bereits in Altencelle vor der Gründung der neuen Stadt Celle bestanden hat, hält es an der traditionellen Festlegung des Gründungsjahres 1328 fest. Seitdem hat die Schule mehrmals den Namen und das Gebäude gewechselt.
Als Schule (schola), Lateinschule und Lyzeum war sie in Celle anfangs in der Kalandgasse untergebracht. 1843 erhielt sie als Gymnasium der Stadt ein neues großes Gebäude, die ehemalige Albrecht-Thaer-Schule, die heute Stadtbibliothek ist. 1874 wurde sie königlich-preußisches Gymnasium; erst 1954 wurde die Stadt wieder Träger ihrer ältesten Schule.
Das Gymnasium wechselte 1916 in den Neubau an der Magnusstraße. Dort erhielt die Schule 1928 den Namen Ernestinum und blieb an diesem Platz bis zum Umzug am 1. Februar 1978 in das neu gebaute Schulzentrum an der Burgstraße im Stil des gemäßigten Brutalismus, in dem damals auch die Orientierungsstufe Burgstraße und die Realschule Burgstraße war. Heute teilt sich das Ernestinum das Schulzentrum mit der Integrierten Gesamtschule IGS Celle.
Im Sommer 2016 gab es ein Großfeuer auf dem Schulgelände, bei dem die ältere der beiden Sporthallen des Schulzentrums (Baujahr 1975) bis auf die Grundmauern niederbrannte. Die in der Halle eingelagerte Skulptur Bockspringer des tschechischen Bildhauers Peter Steyer († 2009), die seit Mitte der 1990er Jahre im Eingangsbereich der Schule gestanden hatte und einige Zeit vor dem Brand wegen einer Beschädigung und der davon ausgehenden Unfallgefahr abgebaut worden war, wurde durch das Feuer vernichtet.

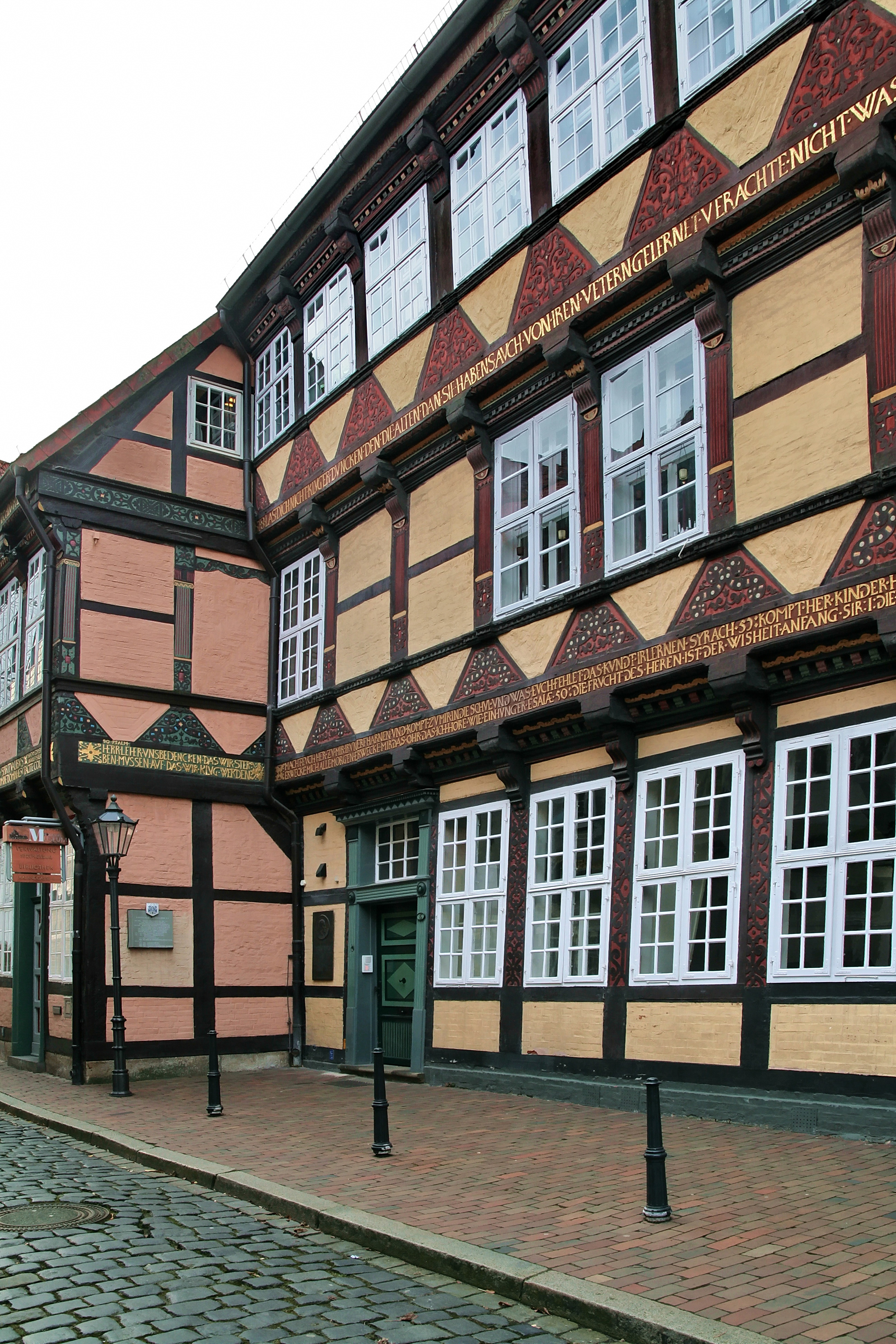
Alte Lateinschule Celle
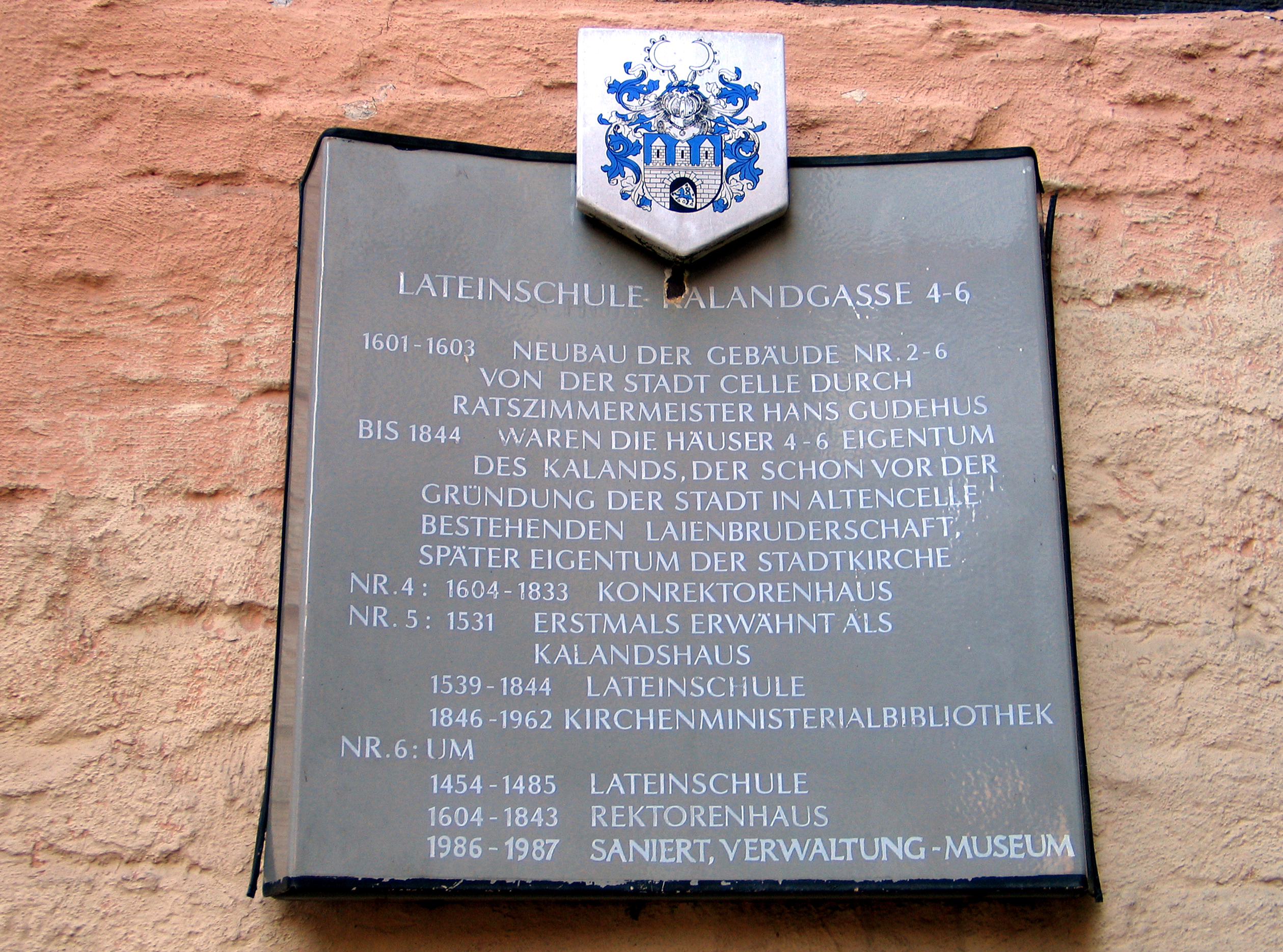
Gedenktafel
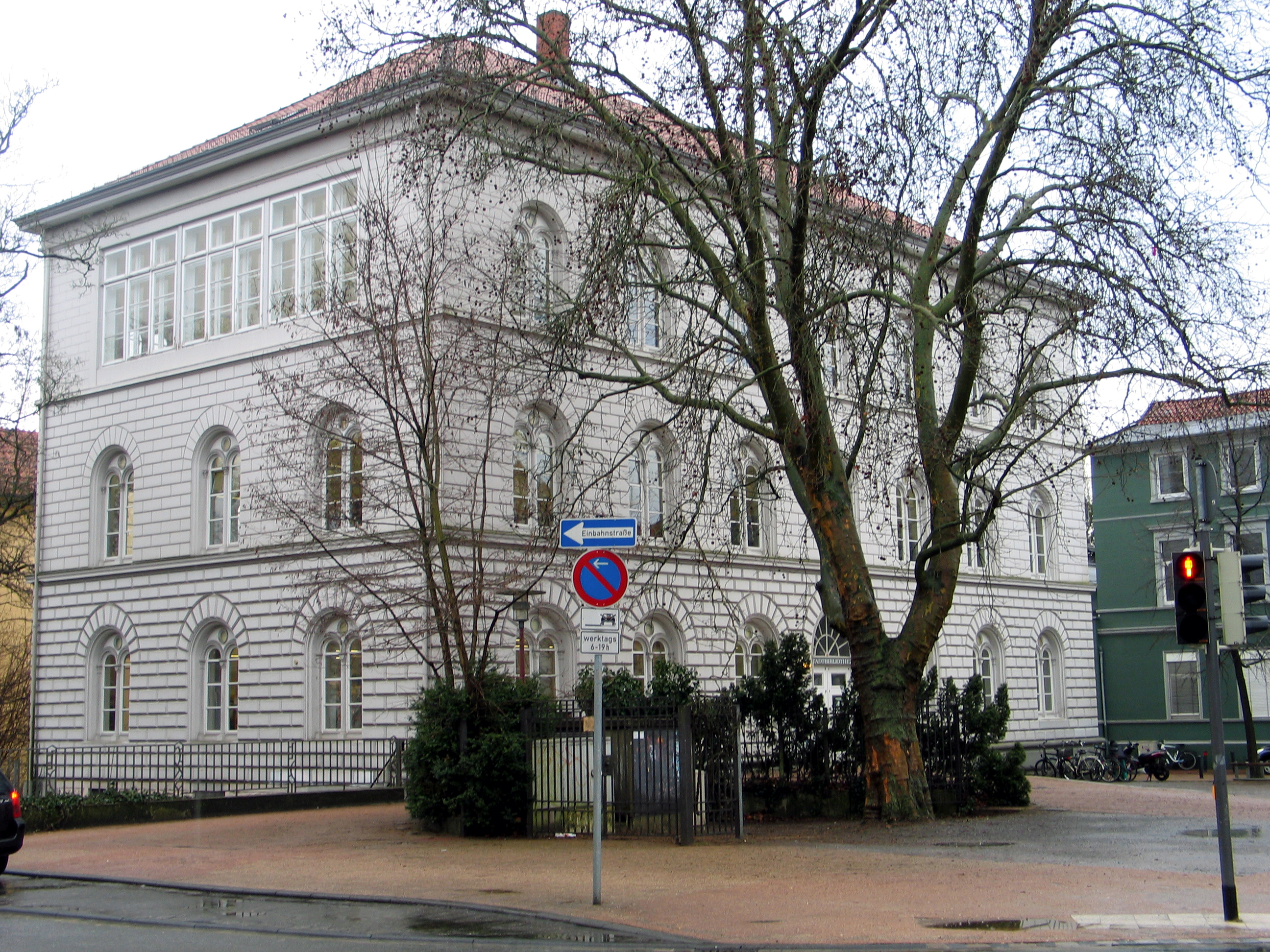
Altbau des Gymnasiums (1843–1916)
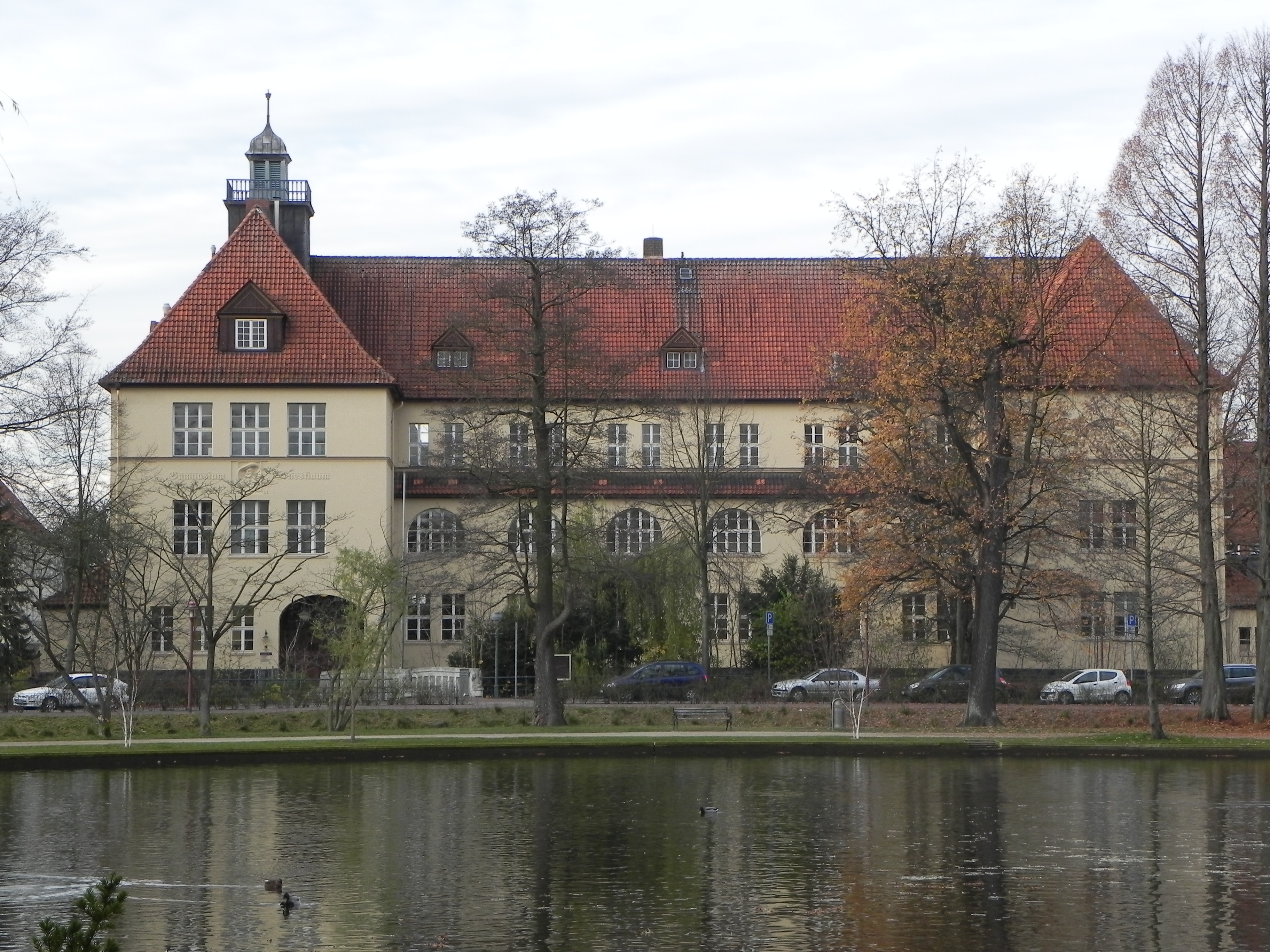
Schulgebäude Magnusstraße (1916–1978)
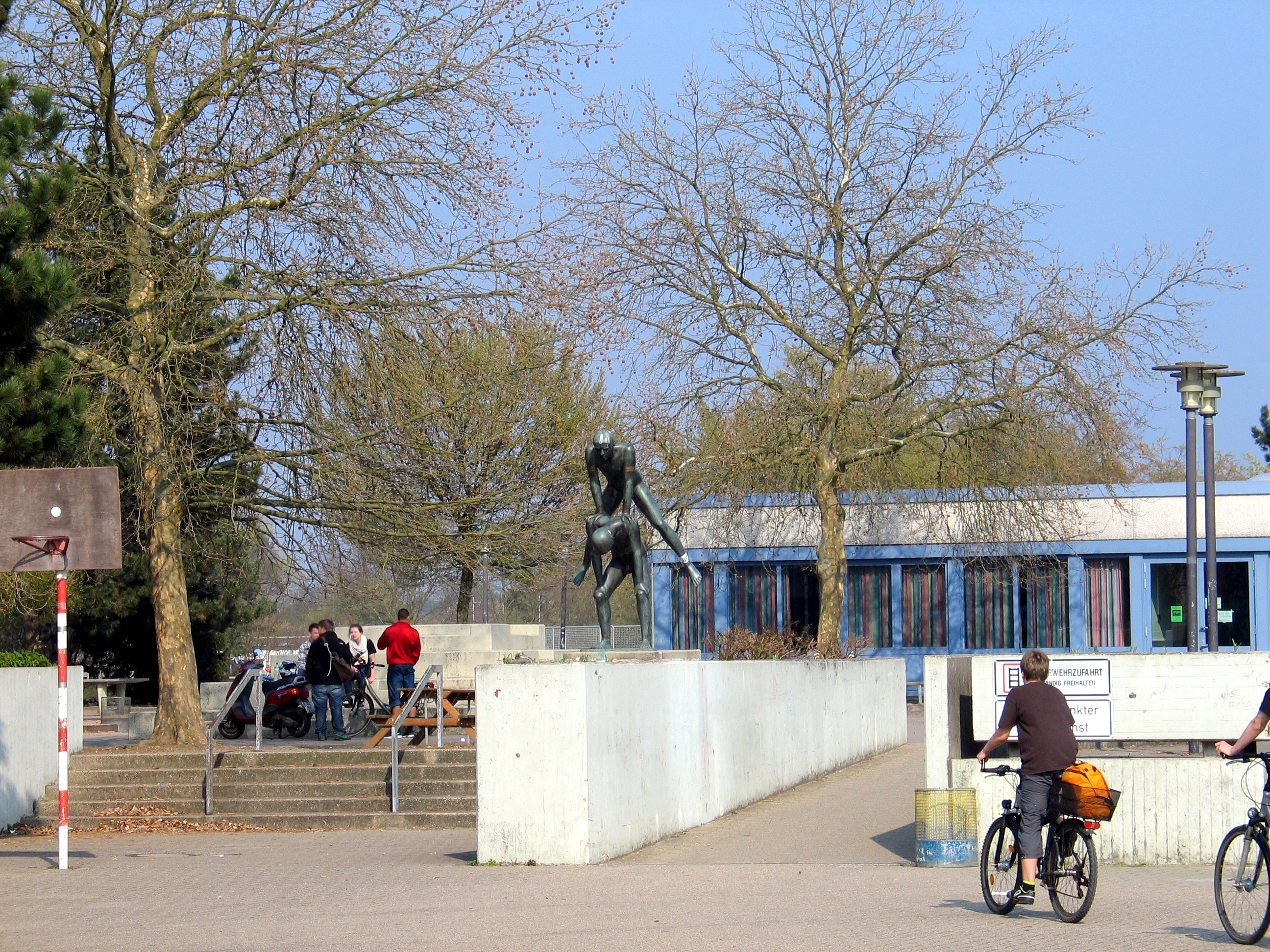
Schulzentrum Burgstraße

## Schulprofil
Bei allen Wechseln der Gebäude und Namen hat sich in einem wesentlichen Punkt der Charakter der Schule nicht geändert. Wie zu Beginn als Lateinschule besteht die Möglichkeit, Latein und Griechisch zu lernen. Englisch ist erste Pflichtfremdsprache ab Klasse 5, als zweite Fremdsprache kann Latein ebenfalls bereits ab Klasse 5 (als „Latein-Plus“) oder ab Klasse 6 gewählt werden. Ab dem Schuljahr 2013/14 besteht das Angebot, Französisch als zweite Fremdsprache neben Englisch schon ab Klasse 5 („Französisch-Plus“) oder ab Klasse 6 zu wählen. Dazu wird das Schulprofil im sprachlichen Bereich wesentlich mitbestimmt durch Altgriechisch (Wahlpflichtfach ab Klasse 8) sowie Französisch (Wahlfach ab Klasse 8 oder 10). Angeboten werden auch Hebräisch sowie Italienisch und Chinesisch, dessen Grundlagen durch einen chinesischen Fremdsprachen-Assistenten in einer AG vermittelt werden. Im Jahrgang 10 wird – nicht nur für Übergänger von der Real- oder Oberschule – Latein oder Französisch als neu beginnende Pflicht- oder Wahlfremdsprache angeboten.
Das Ernestinum bietet in der Oberstufe mit dem sprachlichen, naturwissenschaftlich-mathematischen, gesellschaftswissenschaftlichen, und musischen Profil unterschiedliche Vertiefungsrichtungen. Bereichert wird das Unterrichtsangebot durch eine große Palette von Arbeitsgemeinschaften, den Ruderclub, durch Kunst- und Literaturprojekte, Orchester-, Chor-, Band- und Ski-Freizeiten, durch Klassen- und Studienfahrten, durch Autorenlesungen, Planspiele unterschiedlicher Art u. v. m.
Das Gymnasium Ernestinum pflegt Auslandspartnerschaften mit Schulen in Irland, Lettland, Polen, Schweden, Frankreich, China und den USA. Der Austausch im europäischen Rahmen erfolgt im Rahmen des „Comenius-Programms“, an dem sich die Schule seit 2002 unter dem Motto „Wege zur Solidarität“ beteiligt. Ein neues Comenius-Projekt unter dem Motto „Von der Natur lernen“ verbindet das Ernestinum mit Schulen in Krakau, in der Ost-Türkei, auf Sizilien und in Dänemark. Das vom Ernestinum erarbeitete Projekt „Run for Life“, das im Jahr 2015 zum neunten Mal durchgeführt wird, hat für caritative Zwecke schon über 150.000 € erbracht.
Das Ernestinum arbeitet durch gegenseitige Unterrichtsbesuche eng mit Grundschulen zusammen, um den Schulwechsel ans Gymnasium erfolgreich zu gestalten, und ist Mitglied im Verbund für Hochbegabungsförderung. Aktueller Schulleiter ist Johannes Habekost.

## Patenschaft
Am 21. September 1953 übernahm das Ernestinum eine Patenschaft für das Gymnasium Marienwerder (Kwidzyn, Polen).

## Schriften
- 650 Jahre Gymnasium Ernestinum, Celle. Festschrift. Gymnasium Ernestinum, Celle [ohne Datum, 1978], DNB 880748877.
- Gymnasium Ernestinum 675 Jahre 1328–2003. Gymnasium Ernestinum. Selbstverlag, Celle, Festschrift. Hrsg. 2003, OCLC 263689455.
- Jahresbericht über das Schuljahr … Staatliches Gymnasium Ernestinum in Celle. Ostern … bis Ostern … nachgewiesen als Periodikum von der Nummer 93.1928/29(1929) bis 94.1929/30(1930). DNB 101429679X
- Paul Alpers: Geschichte des Staatlichen Gymnasiums Ernestinum. 2. Auflage. Celle 1953.
- Heinrich Christian C. Grünebusch: Nachrichten über die Schule zu Celle.  In: Neues Hannöversches Magazin. 1807.
- Hüpeden, Ludwig Ph: Nachrichten über das Lyceum zu Celle. Programm. 1831.
- G. Langreuther: Katalog der Königlichen Gymnasial-Bibliothek zu Celle. Celle 1884.

## Persönlichkeiten

### Lehrer
- 1850–1872: Adalbert Herrmann[5]
- Klaus-Jürgen Hedrich (1941–2022), deutscher Politiker (CDU)
- seit 2013: Friedrich Erich Dobberahn

### Schüler
- Otto Aichel (1871–1935), Professor für Anthropologie in Kiel
- Carola Rackete (* 1988), Nautikerin und Politikerin, Abitur 2007
- Hans-Christoph Ammon (* 1950), Brigadegeneral, Kommandeur Kommando Spezialkräfte
- Achim Arbeiter (* 1958), Professor für Archäologie in Göttingen
- Gustav Augspurg (1837–1906), deutscher Rechtsanwalt und Bürgermeister
- Lucas Bacmeister (1672–1748), Theologe und Generalsuperintendent von Bremen-Verden
- Detlev Barth (* 1951), deutscher Jurist und Politiker (CDU)
- Hinnerk Baumgarten (* 1968), Radio- und Fernsehmoderator
- Christoph Berner (* 1976), evangelischer Theologe und Hochschullehrer
- Martin Biermann (* 1943), Ministerialbeamter, Oberbürgermeister in Celle
- Rudolf Bockelmann (1892–1958), deutscher Opernsänger (Bariton) und Gesangspädagoge
- Marten Breuer (* 1971), deutscher Jurist und Hochschullehrer
- Ferdinand Callin (1804–1887), deutscher Schuldirektor, Pädagoge und Publizist
- Georg Ludwig Comperl (1797–1859), Architekt[6]
- Lüder Deecke (* 1938), Professor für Neurologie in Wien
- Hans-Jürgen Dörner (* 1964), Jurist und Vizepräsident des Bundesarbeitsgerichts
- Martin Doerry (* 1955), deutscher Journalist und Buchautor
- Henning Dralle (* 1950), Professor für Chirurgie in Essen
- Franz Eichfeld (1635–1707), evangelisch-lutherischer Theologe und Generalsuperintendent von Lüneburg-Celle
- Nadine Ernsting-Krienke (* 1974), Hockey-Nationalspielerin
- Eugen Gauß (1811–1896), Emigrant, Unternehmer und Bankier
- Wilhelm Gauß (1813–1879), Emigrant, Unternehmer
- August Karl von Goeben (1816–1880), preußischer Infanteriegeneral[7][8]
- Karl Goedeke (1814–1887), Schriftsteller und Literaturhistoriker
- Ferdinand Haltenhoff (1836–1891), deutscher Richter, Verwaltungsjurist und Stadtdirektor von Hannover
- Otto Erich Hartleben (1864–1905), Dramatiker[8]
- Louis Harms (1808–1865), Theologe, „Erwecker der Heide“[8]
- Jean Paul Hasse (1839–1898), deutscher Anstaltspsychiater und ein Vertreter der „Illenauer Schule“
- Albert Heinemann (1938–2023), deutscher Jurist und Politiker (CDU)
- Ludwig Hölty (1748–1776), Dichter[8]
- Hermann Christian Hornbostel (1695–1757), deutscher evangelisch-lutherischer Geistlicher und Hauptpastor in Hamburg
- Karlheinz Keppler (* 1951), deutscher Arzt und Autor
- Heinrich Gottlieb Köhler (1779–1849), Mathematiker und Hochschullehrer
- Carl Lichtenberg (1816–1883), Kirchenjurist
- Berend Lindner (* 1975), deutscher Jurist und Politiker (CDU)
- Henning Lobin (* 1964), Sprachwissenschaftler, Direktor des Leibniz-Instituts für Deutsche Sprache
- Wolfgang Lüder (1937–2013), Politiker, MdB, Berliner Wirtschaftssenator und Stellvertreter des Regierenden Bürgermeisters von Berlin
- Ijad Madisch (* 1980), Virologe, Gründer und CEO des Wissenschaftler-Netzwerkes Researchgate und Mitglied des ersten deutschen Digitalrates der Bundesregierung (Deutschland)
- Theodor Mahlmann, (1931–2011), deutscher evangelischer Theologe
- Karl-Hinrich Manzke (* 1958), deutscher lutherischer Theologe
- Philipp Meyer (1854–1927), deutscher lutherischer Theologe und Kirchenhistoriker
- Wilhelm Meyer (1867–1929), Jurist, Industrieller und Reichstagsabgeordneter
- Hermann Alexander Moeck (1922–2010), deutscher Musikwissenschaftler und Verleger
- Nicole Noevers (* 1968), Talkmasterin
- Victor Oelkers (1881–1958), niedersächsischer Politiker (DP) und Mitglied des Niedersächsischen Landtages
- Peter von der Osten-Sacken (1940–2022), deutscher evangelischer Theologe
- Gottlieb Planck (1824–1910), Jurist, Reichstagsabgeordneter, Miterschaffer des Bürgerlichen Gesetzbuchs[8]
- Carola Rackete (* 1988), deutsche Kapitänin und politische Aktivistin
- Cuno von Rantzau (1864–1956), Offizier und Hofbeamter
- Friedrich Wilhelm Rettberg (1805–1849), Kirchenhistoriker und Theologe
- Rainer Robra (* 1951), Jurist, Politiker, Europa- und Kulturminister des Landes Sachsen-Anhalt
- David Rüst (1831–1916), Arzt, Paläontologe und Ornithologe[9]
- Eberhard Schmidt-Aßmann (* 1938), deutscher Rechtswissenschaftler
- Henning Schneider (* 1939), Emeritus für Gynäkologie und Geburtshilfe in Bern
- Johann Peter Schulze (1768–1827), deutscher Buchhändler und Verleger
- Ernst Schulze (1789–1817), Romantischer Dichter in den Befreiungskriegen
- Johannes Schulze (1901–1980), Ev. Theologe, Abiturjahrgang 1919
- Diedrich Speckmann (1872–1938), „Heidedichter“, Abiturjahrgang 1891
- Joerg E. Staufenbiel (1943–2021), deutscher Sachbuchautor, Verleger und Personalberater
- Albrecht Daniel Thaer (1752–1828), Begründer der Agrarwissenschaft
- Hans-Heinrich Voigt (1921–2017), Astronom, Lehrstuhlinhaber und Leiter der Universitäts-Sternwarte Göttingen
- Franz Wieacker (1908–1994), deutscher Privatrechtler und Rechtshistoriker
- Burghardt Wittig (* 1947), deutscher Molekularbiologe und Biochemiker
- Max Zähle (* 1977), Filmemacher